# Franz Prucher
Franz Prucher  (* 28. Dezember 1955 in Graz) ist ein ehemaliger österreichischer Beamter und Polizeijurist, der von 2012 bis 2017 als Landespolizeidirektor von Niederösterreich amtierte.

## Beruflicher Werdegang
Franz Prucher trat am 1. Juli 1976 in die Bundespolizeidirektion Wien ein und machte nach der Grundausbildung Dienst in den Bezirkspolizeikommissariaten Döbling und Hernals.
Am 10. Oktober 1980 maturierte er in Baden und absolvierte im Anschluss an der Universität Wien ein Studium der Rechtswissenschaften, wo er am 2. April 1985 die Sponsion zum Magister hatte. Es folgte die Überstellung in die Verwendungsgruppe A1 und der Dienst in den Bezirkspolizeikommissariaten Simmering, Favoriten, Wieden, Mariahilf und Innere Stadt. Am 6. Juli 1987 erfolgte die Promotion zum Dr. iur.
Mit 1. Februar 2003 wurde Prucher Leiter des Bezirkspolizeikommissariats Fünfhaus und er erhielt den Amtstitel Hofrat. Am 18. Februar 2003 erfolgte die Ernennung zum Sicherheitsdirektor für Niederösterreich.
Am 1. September 2012 wurde er Landespolizeidirektor von Niederösterreich. Diese neue Funktion ersetzt seit der Sicherheitsbehörden-Neustrukturierung 2012 den Sicherheitsdirektor und den Landespolizeikommandant. Er hat zwei Stellvertreter: Generalmajor Franz Popp, der seit dem Wechsel von Arthur Reis das Landespolizeikommando führt und der schon bisherige Stellvertreter, der Leiter des Landesamtes für Verfassungsschutz und Terrorismusbekämpfung, Hofrat Rudolf Slamanig.
Mit 1. Juli 2017 wechselte Prucher in die Generaldirektion für die öffentliche Sicherheit ins Innenministerium. Mit 1. September 2017 folgte ihm der bisherige Generaldirektor für öffentliche Sicherheit, Konrad Kogler, im Amt als Landespolizeidirektor nach. Mit Anfang Dezember 2020 ging Prucher in Pension.

## Auszeichnungen
- 1994 Silbernes Ehrenzeichen für Verdienste um die Republik Österreich
- 2001 Goldenes Ehrenzeichen für Verdienste um die Republik Österreich
- 2007 Verdienstkreuz des Niederösterreichischen Landesfeuerwehrverbandes
- 2008 Großes Ehrenzeichen für Verdienste um die Republik Österreich[3]
- 2011 Großes Goldenes Ehrenzeichen für Verdienste um das Bundesland Niederösterreich
- 2014 Stadtsiegelring der Stadt Laa an der Thaya[4]
- 2017 Verdienstkreuz des österreichischen Roten Kreuzes
- 2017 Silbernes Komturkreuz des Ehrenzeichens für Verdienste um das Bundesland Niederösterreich[1]

## Privates
Prucher ist verheiratet, hat zwei Kinder und lebt in Wien.